# Escuela Superior de Medicina (IPN)
La Escuela Superior de Medicina (ESM), es una entidad académica de nivel superior mexicana, perteneciente al Instituto Politécnico Nacional (IPN), del área Ciencias médico-biológicas, donde se imparten licenciatura, especialidades, maestrías y doctorado del área médica. 
Es una institución de educación médica, pública, laica y gratuita, con un legado histórico identificado con las necesidades de salud de la población más desprotegida; cuenta con una planta de destacados profesores, instalaciones físicas y campos clínicos, que garantizan una sólida formación médica. Forma médicos generales de alta calidad, creativos y eficientes; con compromiso social, humanitario, de equidad, ético, ecológico y crítico, tanto en el sector público como en el privado, contribuyendo a mejorar las condiciones de salud y de desarrollo social de la población.
Realiza investigación científica, genera y difunde el conocimiento y fomenta la educación médica continua y el posgrado. Apoya al Sistema Nacional de Salud y participa en el desarrollo científico, tecnológico y social del país. Es una de las instituciones en medicina más importantes del país, además de ser considerada una de las mejores escuelas de medicina a nivel mundial.
Cuenta con la UNACAM (Unidad de Acreditación y Certificación de Aptitudes Médicas), el simulador médico más avanzado de Latinoamérica.

## Historia

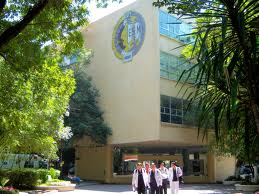

En 1936, bajo el régimen del General Lázaro Cárdenas Del Río, tuvo lugar la creación del Instituto Politécnico Nacional como una de las más importantes estrategias educativas, particularmente en materia de Enseñanza Tecnológica, misma que fue concebida como el soporte fundamental para el desarrollo del País.
Sólo un régimen presidencial con esas características, era lo suficientemente sensible para captar los alcances de la creación, dentro del naciente Instituto, de una carrera de medicina con la inclinación social necesaria para extender los servicios de salud al campo mexicano y a las clases económicamente desprotegidas.
La idea se gestaba desde principios de los años treinta del siglo pasado, a partir de un destacado grupo de valiosos mexicanos intelectuales, políticos, médicos, sociólogos, antropólogos y etnólogos, que percibían la necesidad de los mexicanos de un profesional médico con características especiales en cuanto a la capacidad y a la disposición para hacer frente a los enormes problemas que, en materia de salud, experimentaban miles de compatriotas en el ámbito rural de nuestra patria. Los planteamientos fueron paulatinamente tomando fuerza, hasta la obtención del decreto que consagró la creación de la carrera de Medicina Rural en 1936, que se impartía en la Escuela Nacional de Ciencias Biológicas (ENCB).
En 1945 se decretó la creación de la Escuela Superior de Medina Rural (ESMR) dentro del IPN al separarse la carrera de Medicina Rural de la ENCB. Y más tarde, en 1965, siendo director general del IPN el Dr. Guillermo Massieu Helguera y director de la ESMR el Dr. Ignacio Barragán Sánchez, se aprobó en sesión solemne del Consejo General Consultivo suprimir el calificativo de Rural en la designación oficial de la institución dependiente del Instituto Politécnico Nacional encargada de formar médicos cirujanos, la cual llevaría en lo sucesivo el nombre de ESCUELA SUPERIOR DE MEDICINA DEL I.P.N. (ESM) que orgullosamente ostenta hasta la fecha.

## Estadísticas
Tiene un promedio de 700 estudiantes de nuevo ingreso y 250 de egreso[cita requerida]. Mantiene relación directa con entidades clínicas importantes como: IMSS, ISSSTE, SA y SADF, tiene una demanda entre 9000 y 15000 aspirantes cada año.

## Resultados en el Examen Nacional de Aspirantes a Residencias Médicas
En el ENARM 2024, la Escuela Superior de Medicina del Instituto Politécnico Nacional (IPN) se posicionó en el tercer lugar nacional en cuanto al número de médicos seleccionados. De los 1,472 egresados que presentaron el examen, 658 fueron aceptados en una residencia médica, lo que representa una tasa de selección del 44.69 %. Los aspirantes provenientes de esta institución obtuvieron un puntaje promedio de 56.1613, superando el promedio general nacional. Estos resultados reflejan el sólido nivel académico de la Escuela Superior de Medicina del IPN, así como su capacidad para preparar médicos altamente competitivos en uno de los procesos de selección más rigurosos del país.

## Academias
- Del área de Formación Básica
- Academia de Anatomía Humana
- Academia de Embriología Humana
- Academia de Histología Humana
- Academia de Neuroanatomía
- Academia de Fisiología Humana
- Academia de Bioquímica Médica I
- Academia de Bioquímica Médica II
- Academia de Farmacología
- Academia de Microbiología y Parasitología Médicas
- Academia de Inmunología Médica

- Del área de Formación Humanista y Sociomédica
- Academia de Introducción a la Salud Pública
- Academia de Bioética
- Academia de Antropología Médica
- Academia de Metodología de la Investigación I
- Academia de Metodología de la Investigación II
- Academia de Nutriología en Salud Pública
- Academia de Medicina Legal
- Academia de Medicina del Trabajo
- Academia de Salud Pública
- Academia de Inglés Médico
- Academia de Informática Médica

Del área de Clinopatología

## Oferta Académica
Se rige por un modelo educativo tradicional (escolarizado) y su plan de estudios dura 7 años; distribuidos como sigue: 10 semestres escolarizados, un año de internado rotatorio y un año de servicio social de pasantes.

### Licenciatura
- Médico Cirujano y Partero.

### Especialidades
- Especialidad en Medicina del Deporte

- Especialidad en Medicina Forense

- Especialidad en Urgencias Médico-Quirúrgicas

- Especialidad en Geriatría

### Especialidades para los Servicios Rurales en Salud
- Cirugía
- Anestesiología
- Niño y el Adulto

### Maestrías
- Maestría en Ciencias de la Salud.

- Maestría en Ciencias en Farmacología.

### Doctorados
- Doctorado en Investigación Médica